# Aquifère
Ne doit pas être confondu avec Nappe d'eau souterraine, Nappe phréatique ou Système aquifère.

L'aquifère peut stocker de l'eau souterraine.

Un aquifère est un sol ou une roche réservoir originellement poreuse ou fissurée, contenant une nappe d'eau souterraine et suffisamment perméable pour que l'eau puisse y circuler librement,.

## Description

### Types d'aquifères
On distingue aquifères poreux et aquifères lamellés :
- Dans les aquifères poreux, l'eau souterraine est soit contenue entre les grains (ex.: sable, gravier)[1] ou soit contenue dans les pores ouverts de la roche (ex.: craie, grès, scories volcaniques). Elle peut y circuler librement. La perméabilité est matricielle.
- Dans les aquifères fissurés, l'eau est contenue et circule dans les failles, fissures ou diaclases de la roche (calcaires, granites, coulées volcaniques, etc.). La perméabilité est fissurale.
- Les aquifères karstiques sont des systèmes complexes particuliers associant une zone superficielle plus ou moins fissurée et insaturée (en eau) servant de zone d'infiltration, et une zone inférieure fissurée, présentant également des conduits, grottes, etc. Cette zone est saturée en dessous d'un certain niveau, et l'eau y circule à une grande vitesse par rapport aux systèmes poreux.

### Cas de l’argile
Les sols argileux (comme les argiles glaciaires), peuvent contenir de grandes quantités d'eau souterraine, du fait de leur porosité élevée. Cependant, l'eau ne peut y circuler librement du fait de la faible conductibilité hydraulique des argiles de l’ordre du milliardième de mètre par seconde et les sols argileux ne peuvent donc pas abriter d'aquifères.
Les argiles jouent cependant un rôle clef dans les structures géologiques occupées par les aquifères et les strates d'argiles peuvent délimiter plusieurs aquifères superposés. Alors que l'eau souterraine peut parcourir plusieurs mètres par jour dans une roche réservoir, sa vitesse dans les couches d’argile est de l'ordre de quelques dizaines de centimètres par millier d'années empêchant ou limitant fortement la communication entre les aquifères. Quand un aquifère est confiné entre deux couches imperméables (généralement d’argile) la pression de l’eau souterraine peut y être élevée. Dans ce cas là, le simple forage d'un puits à travers la couche d'argile supérieure peut suffire à faire jaillir l'eau au-dessus du toit de l'aquifère formant un puits artésien.

### Hydraulique souterraine
La circulation de l'eau libre dans les aquifères est tributaire de phénomènes de grande ampleur comme les cycles climatiques et les pompages. Masquées par celles-ci, des variations plus discrètes sont induites par les variations de la pression atmosphérique ; pour les aquifères en contact avec la mer, par les marées océaniques; et par les marées terrestres (dilatation de la Terre due à l'attraction gravitationnelle de la Lune et du Soleil).

### Porosité
La quantité d'eau que peut contenir un aquifère est fonction de sa structure :
- Si l'eau circule dans des pores, on dit que la roche a une porosité « en petit ».
- Si l'eau circule dans des fissures, joints de stratification, diaclases..., on dit que la roche a une porosité « en grand ».

Le tableau ci-dessous donne le volume d'eau que peut contenir un mètre cube d'aquifère saturé en fonction de sa composition et de sa structure, pour certains.
| Composition             | Volume d'eau en litres |
| ----------------------- | ---------------------- |
| Sable et gravier        | 200 à 400              |
| Sable fin               | 300 à 350              |
| Grès                    | 50 à 200               |
| Craie                   | 100 à 400              |
| Calcaire massif fissuré | 10 à 100               |
| Argile                  | 400 à 500              |
| Schiste                 | 10 à 100               |
| Granite fissuré         | 1 à 50                 |

## Gestion de l'eau
Dans le monde, et notamment dans les zones arides, « pour enrayer la surexploitation des nappes en accès libre, une gestion de la demande en eau basée sur le suivi de l'état des nappes et des études prospectives et de besoins est de plus en plus préconisée ». On parle parfois à cet égard de gestion patrimoniale.
Une eau fossile est une eau souterraine présente dans un aquifère  depuis une période qui excède le temps de la civilisation humaine ; à ce titre, c'est une ressource non renouvelable.

## Aquifères importants

### Afrique
- L'aquifère du bassin de Nubie (Afrique du Nord)
- Aquifère du bassin de Lotikipi
- Système aquifère du Sahara septentrional (Grand comme deux fois la France)[10],[11],[12],[13].

### Amérique du Nord
- L'Aquifère de Guelph-Amabel (Ontario - Canada)
- L'aquifère Ogallala (États-Unis)

### Amérique du Sud
- L'aquifère Guarani (Amérique du Sud)
- L'Hamza (aquifère), encore hypothétique en 2011 et dont le rôle est controversé[14], serait un drainage en profondeur (4 000 m!) du bassin amazonien, redoublant celui effectué par l'Amazone lui-même.

### Proche-Orient
- L'Aquifère de la Montagne (Israël, Cisjordanie)

### Océanie
- Le Grand bassin artésien

### Europe
- La nappe phréatique rhénane

#### France
- Nappe de la craie : la nappe du calcaire carbonifère est la principale source d'eau potable et industrielle du nord de la France (seule région de France à ne pas recevoir au moins un fleuve alimenté par une montagne ou une région peu habitée). Les deux départements du Nord et du Pas-de-Calais, densément habités et industrialisés depuis la révolution industrielle, disposent en été tout juste de l'eau pluviale nécessaire pour alimenter les canaux, sans grands lacs naturels. La nappe de la craie a vu son niveau piézométrique (pour le calcaire carbonifère) chuter de 35 m de 1917 à 1957 (dont 15 m perdus entre 1952 et 1956) et le mouvement s'est accéléré après plusieurs années sèches[15]. Depuis les années 1980-1990, la désindustrialisation et la fermeture du bassin minier du Nord-Pas-de-Calais ont ensuite freiné cette surexploitation ; permettant à la nappe de lentement remonter, avec un risque d'inondation des zones d'affaissement minier dans le futur.

- La Nappe de la craie du bassin parisien[16],[9] ;

- Nappe de la plaine d'Alsace[17], partie française de la nappe phréatique rhénane ;
- Nappe du Bassin aquitain[18].

#### Belgique
- Nappe des Calcaires Carbonifères (Belgique)

## Exploitation
Les aquifères pourraient être utilisés dans des projets de séquestration géologique du dioxyde de carbone.